# Tàngara de caputxa negra
La tàngara de caputxa negra (Stilpnia cyanoptera) és un ocell de la família dels tràupids (Thraupidae).
Habita la selva pluvial, vegetació secundària i bosc obert de les terres baixes del nord-est de Colòmbia i Veneçuela, tepuis del sud de Veneçuela, Guyana i l'extrem nord del Brasil.

## Taxonomia
La població oriental és considerada en algunes classificacions una espècie diferent:
- Stilpnia whitelyi (Salvin et Godman, 1884) - tàngara de Whitely[3]